# Eriocephalus kingesii
Eriocephalus kingesii là một loài thực vật có hoa trong họ Cúc. Loài này được Merxm. & Eberle mô tả khoa học đầu tiên năm 1957.